# قائمة البورصات في العالم
هذه قائمة بأسواق الأوراق المالية الرئيسية. بورصات العقود الآجلة التي تقدم أيضًا خدمة تداول الأوراق المالية إلى جانب التداول في العقود الآجلة مدرجة هنا وفي قائمة بورصات العقود الآجلة.
هناك ستة عشر بورصة للأوراق المالية في العالم تبلغ قيمتها السوقية أكثر من 1 تريليون دولار أمريكي لكل منها. يشار إليهم أحيانًا باسم «نادي تريليون دولار». شكلت هذه التبادلات 87٪ من القيمة السوقية العالمية في عام 2015. تشمل بعض البورصات شركات من خارج الدولة التي توجد بها البورصة. و تعد اشهر البورصات العالمية بورصة طوكيو و بورصة سيدني و بورصة لندن و بروصة نيويورك. 

## البورصات الرئيسية
أكبر مجموعات سوق الأوراق المالية (أعلى 25 حاليًا من حيث القيمة السوقية) للأسهم المصدرة للشركات المدرجة ("MIC" = رمز معرف السوق).
| ترتيب                     | سنة  | تداول | MIC                                | منطقة                                     | موقع السوق                                     | القيمة السوقية         | حجم التداول الشهري     | المنطقة الزمنية                          | Δ              | توقيت صيفي                      | أفتتاح                                    | أغلاق                                     | موعد الغذاء    | أفتتاح                         | أغلاق                          |
| ترتيب                     | سنة  | تداول | MIC                                | منطقة                                     | موقع السوق                                     | (تريليون دولار أمريكي) | (تريليون دولار أمريكي) | المنطقة الزمنية                          | Δ              | توقيت صيفي                      | (الوقت المحلي)                            | (الوقت المحلي)                            | (الوقت المحلي) | (توقيت عالمي منسق، الشتاء فقط) | (توقيت عالمي منسق، الشتاء فقط) |
| ------------------------- | ---- | --- | ---------------------------------- | ----------------------------------------- | ---------------------------------------------- | ---------------------- | ---------------------- | ---------------------------------------- | -------------- | ------------------------------- | ----------------------------------------- | ----------------------------------------- | -------------- | ------------------------------ | ------------------------------ |
| 1                         | 2020 | بورصة نيويورك | XNYS                               | الولايات المتحدة                          | نيويورك                                        | 25.62                  | 1,452                  | منطقة زمنية شرقية/منطقة زمنية شرقية      | −5             | مارس - نوفمبر                   | 09:30                                     | 16:00                                     | لا             | 14:30                          | 21:00                          |
| 2                         | 2020 | بورصة نازداك | XNAS                               | الولايات المتحدة                          | نيويورك                                        | 19.51                  | 1,262                  | منطقة زمنية شرقية/منطقة زمنية شرقية      | −5             | مارس - نوفمبر                   | 09:30                                     | 16:00                                     | لا             | 14:30                          | 21:00                          |
| 3                         | 2020 | بورصة هونغ كونغ | XHKG                               | هونغ كونغ                                 | هونغ كونغ                                      | 6.76                   | 182                    | HKT                                      | +8             |                                 | 09:30                                     | *16:00/16:08-16:10                        | 12:00–13:00    | 01:30                          | *08:00/08:08-08:10             |
| 4                         | 2020 | بورصة شنغهاي | XSHG                               | الصين                                     | شانغهاي                                        | 6.56                   | 536                    | التوقيت في الصين                         | +8             |                                 | 09:30                                     | 15:00                                     | 11:30–13:00    | 01:30                          | 07:00                          |
| 5                         | 2020 | مجموعة بورصات اليابان | XJPX                               | اليابان                                   | طوكيو أوساكا                                   | 6.54                   | 481                    | توقيت اليابان                            | +9             |                                 | 09:00                                     | 15:00                                     | 11:30–12:30    | 00:00                          | 06:00                          |
| 6                         | 2020 | يورونكست | XAMS XBRU XMSM XLIS XMIL XOSL XPAR | أوروبا                                    | أمستردام بروكسل دبلن لشبونة ميلانو أوسلو باريس | 5.08                   | 174                    | توقيت وسط أوروبا/توقيت وسط أوروبا الصيفي | +1             | Mar–Oct                         | 09:00                                     | 17:30                                     | لا             | 08:00                          | 16:30                          |
| 7                         | 2020 | بورصة شنتشن | XSHE                               | الصين                                     | شنجن (الصين)                                   | 4.83                   | 763                    | التوقيت في الصين                         | +8             |                                 | 09:30                                     | 15:00                                     | 11:30–13:00    | 01:30                          | 07:00                          |
| 8                         | 2020 | سوق لندن للأوراق المالية | XLON                               | المملكة المتحدة                           | لندن                                           | 3.83                   | 219                    | توقيت غرينيتش/توقيت صيفي بريطاني         | +0             | Mar–Oct                         | 08:00                                     | 16:30                                     | لا             | 08:00                          | 16:30                          |
| 9                         | 2021 | بورصة بومباي | XBOM                               | الهند                                     | مومباي                                         | 3.16                   |                        | توقيت الهند                              | +5.30          |                                 | 09:15                                     | 15:30                                     | لا             | 03:45                          | 10:00                          |
| 10                        | 2021 | سوق الأوراق المالية الوطنية الهندية | XNSE                               | الهند                                     | مومباي                                         | 3.00                   |                        | توقيت الهند                              | +5.30          |                                 | 09:15                                     | 15:30                                     | لا             | 03:45                          | 10:00                          |
| 11                        | 2020 | بورصة تورونتو | XTSE                               | كندا                                      | تورونتو                                        | 2.62                   | 97                     | منطقة زمنية شرقية/منطقة زمنية شرقية      | −5             | مارس - نوفمبر                   | 09:30                                     | 16:00                                     | لا             | 14:30                          | 21:00                          |
| 12                        | 2020 | السوق المالية السعودية (تداول) | XSAU                               | السعودية                                  | الرياض                                         | 2.43                   |                        | ت ع م+03:00                              | +3             |                                 | 10:00                                     | 15:00                                     | لا             |                                |                                |
| 13                        | 2020 | البورصة الألمانية | XFRA                               | ألمانيا                                   | فرانكفورت                                      | 2.11                   | 140                    | توقيت وسط أوروبا/توقيت وسط أوروبا الصيفي | +1             | Mar–Oct                         | 08:00 (Eurex) 08:00 (floor) 09:00 (Xetra) | 22:00 (Eurex) 20:00 (floor) 17:30 (Xetra) | No             | 07:00                          | 21:00                          |
| 14                        | 2020 | بورصة كوريا | XKOS                               | كوريا الجنوبية                            | سول بوسان                                      | 2.07                   | 277                    | توقيت كوريا الجنوبية                     | +9             |                                 | 09:00                                     | 15:30                                     | لا             | 00:00                          | 06:30                          |
| 15                        | 2020 | بورصة ناسداك نورديك | بورصة ناسداك نورديك                | أوروبا                                    | أوروبا                                         | 1.95                   | 72                     |                                          |                |                                 |                                           |                                           |                |                                |                                |
| 15                        | 2020 | \| تداول الأسهم \| MIC \| منطقة \| موقع السوق \| المنطقة الزمنية \| Δ \| توقيت صيفي \| أفتتاح \| أغلاق \| موعد الغذاء \| أفتتاح \| أغلاق \| \| تداول الأسهم \| MIC \| منطقة \| موقع السوق \| المنطقة الزمنية \| Δ \| توقيت صيفي \| (الوقت المحلي) \| (الوقت المحلي) \| (الوقت المحلي) \| (توقيت عالمي منسق، winter only) \| (توقيت عالمي منسق، winter only) \| \| ------------------------- \| ---- \| --------- \| ---------- \| ---------------------------------------------------- \| -- \| ---------- \| -------------- \| -------------- \| -------------- \| ------------------------------- \| ------------------------------- \| \| Copenhagen Stock Exchange \| XCSE \| Denmark \| كوبنهاغن \| CET//توقيت وسط أوروبا الصيفي \| +1 \| Mar–Oct \| 09:00 \| 17:00 \| لا \| 8:00 \| 16:00 \| \| بورصة ستوكهولم \| XSTO \| Sweden \| ستوكهولم \| توقيت وسط أوروبا/توقيت وسط أوروبا الصيفي \| +1 \| Mar–Oct \| 09:00 \| 17:30 \| لا \| 8:00 \| 16:30 \| \| Helsinki Stock Exchange \| XHEL \| Finland \| هلسنكي \| توقيت شرق أوروبا/توقيت شرق أوروبا الصيفي [لغات أخرى]‏ \| +2 \| Mar–Oct \| 10:00 \| 18:30 \| لا \| 8:00 \| 16:30 \| \| Tallinn Stock Exchange \| XTAL \| Estonia \| تالين \| توقيت شرق أوروبا/توقيت شرق أوروبا الصيفي [لغات أخرى]‏ \| +2 \| Mar–Oct \| 10:00 \| 16:00 \| لا \| 8:00 \| 14:00 \| \| Riga Stock Exchange \| XRIS \| Latvia \| ريغا \| توقيت شرق أوروبا/توقيت شرق أوروبا الصيفي [لغات أخرى]‏ \| +2 \| Mar–Oct \| 10:00 \| 16:00 \| لا \| 8:00 \| 14:00 \| \| Vilnius Stock Exchange \| XLIT \| Lithuania \| فيلنيوس \| توقيت شرق أوروبا/توقيت شرق أوروبا الصيفي [لغات أخرى]‏ \| +2 \| Mar–Oct \| 10:00 \| 16:00 \| لا \| 8:00 \| 14:00 \| \| Iceland Stock Exchange \| XICE \| Iceland \| Iceland \| توقيت غرينيتش \| +0 \| \| 09:30 \| 15:30 \| لا \| 9:30 \| 15:30 \| |                                    |                                           |                                                |                        |                        |                                          |                |                                 |                                           |                                           |                |                                |                                |
| 16                        | 2020 | بورصة سويسرا | XSWX                               | سويسرا                                    | زيورخ                                          | 1.75                   | 77                     | توقيت وسط أوروبا/توقيت وسط أوروبا الصيفي | +1             | Mar–Oct                         | 09:00                                     | 17:30                                     | لا             | 08:00                          | 16:30                          |
| 17                        | 2020 | بورصة تايوان | XTAI                               | تايوان                                    | تايبيه                                         | 1.59                   | 75                     | NST (Taiwan) ‏                            | +8             |                                 | 09:00                                     | 13:30                                     | لا             | 01:00                          | 05:30                          |
| 18                        | 2020 | بورصة أستراليا | XASX                               | أستراليا                                  | سيدني                                          | 1.54                   |                        | AEST/AEDT                                | +10            | Oct–Apr                         | 10:00                                     | 16:00                                     | لا             | 00:00                          | 06:00                          |
| 19                        | 2020 | بورصة جوهانسبرج | XJSE                               | جنوب إفريقيا                              | جوهانسبرغ                                      | 1.13                   | 29                     | التوقيت القياسي لجنوب أفريقيا            | +2             |                                 | 09:00                                     | 17:00                                     | لا             | 07:00                          | 15:00                          |
| تداول الأسهم              | MIC  | منطقة | موقع السوق                         | المنطقة الزمنية                           | Δ                                              | توقيت صيفي             | أفتتاح                 | أغلاق                                    | موعد الغذاء    | أفتتاح                          | أغلاق                                     |                                           |                |                                |                                |
| تداول الأسهم              | MIC  | منطقة | موقع السوق                         | المنطقة الزمنية                           | Δ                                              | توقيت صيفي             | (الوقت المحلي)         | (الوقت المحلي)                           | (الوقت المحلي) | (توقيت عالمي منسق، winter only) | (توقيت عالمي منسق، winter only)           |                                           |                |                                |                                |
| Copenhagen Stock Exchange | XCSE | Denmark | كوبنهاغن                           | CET//توقيت وسط أوروبا الصيفي              | +1                                             | Mar–Oct                | 09:00                  | 17:00                                    | لا             | 8:00                            | 16:00                                     |                                           |                |                                |                                |
| بورصة ستوكهولم            | XSTO | Sweden | ستوكهولم                           | توقيت وسط أوروبا/توقيت وسط أوروبا الصيفي  | +1                                             | Mar–Oct                | 09:00                  | 17:30                                    | لا             | 8:00                            | 16:30                                     |                                           |                |                                |                                |
| Helsinki Stock Exchange   | XHEL | Finland | هلسنكي                             | توقيت شرق أوروبا/توقيت شرق أوروبا الصيفي ‏ | +2                                             | Mar–Oct                | 10:00                  | 18:30                                    | لا             | 8:00                            | 16:30                                     |                                           |                |                                |                                |
| Tallinn Stock Exchange    | XTAL | Estonia | تالين                              | توقيت شرق أوروبا/توقيت شرق أوروبا الصيفي ‏ | +2                                             | Mar–Oct                | 10:00                  | 16:00                                    | لا             | 8:00                            | 14:00                                     |                                           |                |                                |                                |
| Riga Stock Exchange       | XRIS | Latvia | ريغا                               | توقيت شرق أوروبا/توقيت شرق أوروبا الصيفي ‏ | +2                                             | Mar–Oct                | 10:00                  | 16:00                                    | لا             | 8:00                            | 14:00                                     |                                           |                |                                |                                |
| Vilnius Stock Exchange    | XLIT | Lithuania | فيلنيوس                            | توقيت شرق أوروبا/توقيت شرق أوروبا الصيفي ‏ | +2                                             | Mar–Oct                | 10:00                  | 16:00                                    | لا             | 8:00                            | 14:00                                     |                                           |                |                                |                                |
| Iceland Stock Exchange    | XICE | Iceland | Iceland                            | توقيت غرينيتش                             | +0                                             |                        | 09:30                  | 15:30                                    | لا             | 9:30                            | 15:30                                     |                                           |                |                                |                                |

* ملاحظة: تحتوي أعمدة "Δ" إلى التوقيت العالمي المنسق وكذلك "Open (UTC)" و "Close (UTC)" على بيانات صالحة فقط للتوقيت القياسي في منطقة زمنية معينة. خلال فترة التوقيت الصيفي، ستكون أوقات UTC أقل بساعة واحدة وساعة أخرى أكثر.
** ينطبق على أسهم جلسات المزاد غير المغلقة فقط.

## أفريقيا
- مصر : بورصة مصر
- المغرب : بورصة الدار البيضاء
- الجزائر : بورصة الجزائر
- جنوب إفريقيا : بورصة جوهانسبرغ
- تونس : بورصة تونس
- بنين  بوركينا فاسو  ساحل العاج  غينيا بيساو  مالي  النيجر  السنغال  توغو : البورصة الإقليمية لتداول الأوراق المالية
- الكاميرون : بورصة تداول الأوراق المالية بدوالا
- نيجيريا : بورصة تداول الأوراق المالية بنيجيريا

## أمريكتان
- الولايات المتحدة بورصة الأسواق المالية الأمريكية (نيويورك)
- الولايات المتحدة بورصة بوسطن
- الولايات المتحدة بورصة شيكاغو
- كولومبيا بورصة تداول الأوراق المالية بكولومبيا
- المكسيك السوق المكسيكي للأوراق المالية
- كندا بورصة مونتريال
- الولايات المتحدة بورصة فيلادلفيا
- البرازيل السوق البرازيلي للضمانات والسلع والأوراق المالية الآجلة
- كندا بورصة تورونتو
- كندا بورصة فانكوفر
- الولايات المتحدة نازداك (نيويورك)
- الولايات المتحدة بورصة نيويورك (نيويورك)

## آسيا
- الأردن بورصة عمان
- البحرين سوق البحرين للأوراق المالية
- تايلاند بورصة تايلاند (SET)
- لبنان بورصة بيروت
- هونغ كونغ بورصة هونغ كونغ
- العراق سوق العراق للأوراق المالية
- ماليزيا بورصة كوالالمبور
- فلسطين سوق فلسطين للأوراق المالية
- الصين بورصة شانغهاي
- الصين بورصة شنجن
- سنغافورة بورصة سنغافورة
- تايوان بورصة تايوان
- إيران بورصة طهران
- اليابان بورصة طوكيو
- لاوس بورصة فيينتيان (LSX)
- السعودية السوق المالية السعودية (تداول)

## أوروبا
- هولندا بورصة أمستردام
- اليونان بورصة أثينا
- إسبانيا بورصة برشلونة
- صربيا بورصة بلغراد
- بلجيكا بورصة بروكسل
- المجر بورصة بودابست
- بلغاريا بورصة بلغاريا
- قبرص بورصة قبرص
- ألمانيا بورصة فرانكفورت
- آيسلندا بورصة آيسلندا
- تركيا بورصة إسطنبول
- البرتغال بورصة لشبونة
- لوكسمبورغ بورصة لوكسمبورغ
- إسبانيا بورصة مدريد
- مالطا بورصة مالطا
- إيطاليا البورصة الإيطالية
- روسيا بورصة موسكو
- النرويج بورصة أوسلو
- جمهورية التشيك بورصة براغ
- بولندا بورصة وارسو
- النمسا بورصة فيينا
- سويسرا بورصة زيورخ
- فرنسا بورصة باريس (فرنسا)
- إنجلترا سوق لندن للأوراق المالية
- السويد  فنلندا  الدنمارك  آيسلندا  لاتفيا  إستونيا  ليتوانيا : بورصة ستوكهولم المشتركة لهلسنكي وكوبنهاغن وريكيافيك، تالين، ريغا، فيلنيوس.

## أوقيانوسيا
- أستراليا بورصة أستراليا
- فيجي South Pacific Stock Exchange
- نيوزيلندا بورصة نيوزلاندا